# Parafia św. Józefa Oblubieńca Najświętszej Maryi Panny w Żórawinie
Parafia Świętego Józefa Oblubieńca NMP w Żórawinie znajduje się w dekanacie borowskim w archidiecezji wrocławskiej. Obsługiwana przez kapłanów archidiecezjalnych. Erygowana w XX wieku. Księgi metrykalne prowadzone od 1947 r.

## Kościoły i kaplice
- Żórawina - kościół parafialny pw.św. Józefa Oblubieńca NMP
- Żórawina - kościół pomocniczy pw. Trójcy Świętej
- Milejowice - kościół filialny pw. Najświętszej Maryi Panny Królowej Polski
- Żórawina - kaplica cmentarna

## Wspólnoty i Ruchy
- Żywy Różaniec
- Akcja Katolicka
- Rada Duszpasterska
- Stowarzyszenie Rodzin Katolickich
- Katolickie Stowarzyszenie Młodzieży
- Kręgi Biblijne (dorośli i młodzież)
- Formacja Ojców Ministrantów
- Odnowa Wiary w Duchu Świętym ,,Dom Józefa"
- Ministranci
- Schola